# André Raynaud

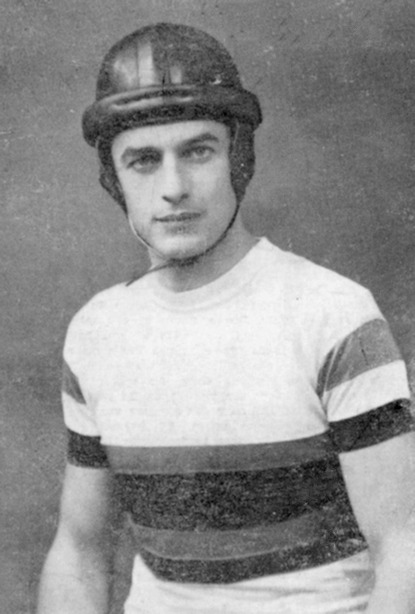
André Raynaud (1930)

André Raynaud (* 10. November 1904 in Cieux, Département Haute-Vienne; † 20. März 1937 in Antwerpen) war ein französischer Radrennfahrer.
Im Jahre 1928 machte André Raynaud erstmals auf sich aufmerksam, als er bei den Französischen Straßenmeisterschaften jeweils den dritten Platz im Straßenrennen sowie im Einzelzeitfahren belegte und gemeinsam mit Piet van Kempen Dritter beim Sechstagerennen in Paris wurde. 1929 und 1930 gewann er das Pariser Sechstagerennen gemeinsam mit Octave Dayen. 1936 wurde Raynaud Französischer Meister im Steherrennen; im selben Jahr errang er bei den Bahn-Weltmeisterschaften in Ordrup bei Kopenhagen den Weltmeistertitel.
Am 20. März 1937 verunglückte André Raynaud tödlich bei einem Steherrennen im Sportpaleis von Antwerpen. Er stürzte, weil sein Fahrrad einen Defekt hatte und wurde vom Schrittmacher seines Landsmannes Georges Ronsse, Ernest Pasquier, überfahren. Er starb an inneren Blutungen. Rund 100.000 Menschen standen in Antwerpen Spalier, als der Sarg Raynauds überführt wurde. Beerdigt wurde er in seinem Heimatort.